# Elias Bickermann
Elias Joseph Bickermann bzw. Bickerman (* 1. Juni 1897 in Kischinau, Russisches Kaiserreich; † 31. August 1981 in Jerusalem) war ein US-amerikanischer Judaist und Althistoriker moldawischer Herkunft.

## Leben
Mit seinen Eltern Iosif Menassievich Bikerman und Sura Margulis siedelte der junge Bickermann in seinem ersten Lebensjahr von seiner Geburtsstadt Chișinău nach Odessa über, 1905 nach Sankt Petersburg, wo er ab 1915 bei Michael Rostovtzeff studierte. Parallel dazu wurde er auf der Kadettenanstalt in Peterhof zum Offizier ausgebildet und diente ab 1917 zunächst in der zaristischen Armee, dann kurzzeitig in der Roten Armee und zuletzt in der Admiralität. Nach dem endgültigen Sieg der Bolschewiki im Bürgerkrieg gingen er und seine Familie 1922 über Polen nach Berlin, wo Bickermann bei Eduard Norden und Ulrich Wilcken weiter studierte. 1926 promovierte er bei Wilcken über Das Edikt des Kaisers Caracalla in P. Giss. 40. 1930 habilitierte sich Bickermann mit einer papyrologischen Arbeit über die Geschichte des griechischen Hypomnema in Aegypten ebenfalls an der Berliner Universität und lehrte dort anschließend als Privatdozent.
Aufgrund der bald nach der nationalsozialistischen Machtübernahme einsetzenden antisemitischen Politik verlor er 1933 seine Lehrbefugnis in Berlin und ging nach Frankreich an die École des Hautes Études in Paris. Ab 1937 war er zudem am Centre National de Recherche Scientifique tätig. 1942 gelang Bickermann und seiner Ehefrau Anita Suzanne, geborene Bernstein, die er 1936 geheiratet hatte, die Flucht aus dem von Deutschland besetzten Frankreich in die USA, wo er zunächst Lehraufträge an der New School for Social Research (1942–1946), am Jewish Theological Seminary (1946–1950) und an der Columbia University (1948/1949) in New York City hatte. Von 1950 bis 1952 lehrte er in Los Angeles an der University of Judaism, ab 1952 als Professor für Alte Geschichte an der Columbia University. Nach seiner Pensionierung 1967 lehrte er nochmals am Jewish Theological Seminary. Er starb während eines Urlaubs in Israel.
Ein Forschungsschwerpunkt Bickermanns war die Geschichte des Hellenismus und hier vor allem die Geschichte der Makkabäer. Mit Institutions des séleucides legte er zudem eine wichtige Studie über die innere Struktur des Seleukidenreiches vor. 1973 wurde er zum korrespondierenden Mitglied der British Academy gewählt. Bickermann wurde 1974 in die American Academy of Arts and Sciences aufgenommen. Er erhielt 1976 den Dr.-Leopold-Lucas-Preis.

## Schriften
- Das Edikt des Kaisers Caracalla in P. Giss. 40. A. Collignon, Berlin 1926.
- mit Johannes Sykutris: Speusipps Brief an König Philipp. Text, Übersetzung, Untersuchungen (= Berichte über die Verhandlungen der Sächsischen Akademie der Wissenschaften zu Leipzig. Philologisch-Historische Klasse. Band 80, Heft 3, ISSN 0138-5151). Hirzel, Leipzig 1928.
- Chronologie (= Einleitung in die Altertumswissenschaft. Band 3, Heft 5). Teubner, Leipzig u. a. 1933 (2., überarbeitete Auflage, ebenda 1963; in italienischer Sprache: La cronologia nel mondo antico (= Paideia. 7, ZDB-ID 417844-0). La nuova Italia, Florenz 1963; in englischer Sprache: Chronology of the Ancient World. Thames & Hudson, London 1968; in russischer Sprache und kyrillischer Schrift: Хронология древнего мира. Ближний Восток и античность. Наука, Москва 1975).
- Die Makkabäer. Eine Darstellung ihrer Geschichte von den Anfängen bis zum Untergang des Hasmonäerhauses (= Bücherei des Schocken Verlags. Band 47, ZDB-ID 521596-1). Schocken, Berlin 1935 (Digitalisat) (in englischer Sprache: The Maccabees. An Account of their History from the Beginnings to the Fall of the House of the Hasmoneans (= The Schocken Library. Band 6, ZDB-ID 2283917-3). Schocken, New York NY 1947).
- Der Gott der Makkabäer. Untersuchungen über Sinn und Ursprung der makkabäischen Erhebung. Schocken, Berlin 1937 (Digitalisat) (in englischer Sprache: The God of the Maccabees. Studies on the Meaning and Origen of the Maccabean Revolt (= Studies in Judaism in late Antiquity. Band 32). Brill, Leiden 1979, ISBN 90-04-05947-4).
- Institutions des Séleucides (= Bibliothèque Archéologique et Historique. Band 26, ISSN 0768-2506). Geuthner, Paris 1938 (in russischer Sprache und kyrillischer Schrift: Государство Селевкидов. Наука, Москва 1985).
- From Ezra to the Last of the Maccabees. Foundations of Post-biblical Judaism (= Schocken Books. 36, ZDB-ID 1102748-4). Schocken, New York NY 1962.
- Four Strange Books of the Bible. Jonah, Daniel, Koheleth, Ester. Schocken, New York NY 1967 (in italienischer Sprache: Quattro libri stravaganti della bibbia. Giona, Daniele, Kohelet, Ester (= Il mondo antico. 6, ZDB-ID 190648-3). Patron, Bologna 1979).
- Studies in Jewish and Christian History (= Arbeiten zur Geschichte des antiken Judentums und des Urchristentums. Band 9). 3 Bände. Brill, Leiden 1976–1986, ISBN 90-04-04395-0 (Neuausgabe in 2 Bänden: (= Ancient Judaism and early Christianity. 68). ebenda 2007, ISBN 978-90-04-15294-6, enthält zusätzlich Der Gott der Makkabäer, dafür fehlen die bibliographischen Angaben zu den Erstveröffentlichungen, die die 1. Ausgabe noch geboten hatte; die deutschen und französischen Texte sind in der Neuausgabe ins Englische übersetzt).
- Religions and Politics in the Hellenistic and Roman periods (= Athenaeum. 5, ISSN 1721-3274) Edizioni New Press, Como 1985 (enthält 25 Aufsätze, die nicht speziell die jüdische Geschichte betreffen, sowie die einzige Gesamtbibliographie der Veröffentlichungen Bickermanns).
- The Jews in the Greek Age. Harvard University Press, Cambridge MA u. a. 1988, ISBN 0-674-47490-2 (in russischer Sprache und kyrillischer Schrift: Евреи в эпоху эллинизма. Мосты культуры u. a., Москва u. a. 2000, ISBN 5-93273-024-2).